# سندرز ۳۰۲۹
سیارک ۳۰۲۹ (به انگلیسی: 3029 Sanders، نامگذاری:1981EA8) سه هزار و بیست و نهمین سیارک کشف شده‌است که در ۱ مارس ۱۹۸۱ کشف شد.
قدر مطلق سیارک برابر ۱۳٫۰۰ است.